# Adelina Cojocariu
Adelina Maria Cojocariu (nume de căsătorie Boguș; n. 4 septembrie 1988, Botoșani, România) este o canotoare română medaliată cu bronz la Jocurile Olimpice de vară din 2016 în proba de 8+1, legitimată în prezent la CSM Botoșani.

## Carieră
A avut primul contact cu canotajul de performanță la vârsta de 14 ani, în cadrul Clubului Sportiv Municipal din Botoșani.
Debutul pe plan internațional l-a făcut la Campionatele Mondiale de Juniori din 2004, desfășurat la Banyoles (Spania). Aici a obținut medalia de aur cu echipajul de 8+1 format din Angelica Roguș, Maria Ohaci, Andreea Airoaie, Simona Moroșan, Mihaela Coteață, Maria Bursuc, Adriana Rîpă și Talida Gîdoiu.
Un an mai târziu, a cucerit medalia de bronz în cadrul aceleiași competiții, la proba de două vâsle, împreună cu Mihaela Coteață.
La Campionatele Mondiale de Juniori din 2006, desfășurate la Amsterdam, Cojocariu a obținut o nouă medalie de bronz, de data aceasta împreună cu Nicoleta Albu.
Același echipaj a adus o medalie de bronz la Campionatele Europene de la Poznań (Polonia) din 2007.
În 2008 a cucerit aurul în proba de dublu rame fără cârmaci la Campionatele Mondiale U23 de la Brandenburg (Germania), împreună cu Nicoleta Albu. Sezonul s-a încheiat cu medalia de bronz obținută la Europenele de la Atena, împreună cu echipajul de patru vâsle (Ionelia Neacșu, Cristina Ilie, Roxana Cogianu).
Împreună cu echipajul de 8+1 a cucerit bronzul la a doua etapă de Cupă Mondială de la München din 2009 și aurul la cea de-a treia etapă de la Lucerna. La Campionatele Mondiale U23 desfășurate la Račice, a obținut medalia de aur împreună cu Nicoleta Albu la categoria dublu vâsle fără cârmaci. Mondialele desfășurate la Bled în Slovenia a adus echipajului de 8+1 (Camelia Lupașcu, Albu, Cogianu, Neacșu, Maria Diana Bursuc, Ioana Crăciun, Enikő Barabás) medalia de argint. Aceeași echipaj a obținut medalia de aur și la Europenele de la Brest (Belarus).
În 2010, perechea Cojocariu—Albu a obținut medalia de argint la etapa de Cupă Mondială de la München, iar Cojocariu și-a îmbunătățit palmaresul și cu medalia de aur obținută în cadrul echipajului de 8+1. Același cuplu a obținut la Campionatele Mondiale U23 din același an o nouă medalie de argint. Favorită la titlu, barca de 8+1 a ocupat primul loc și la Europenele de la Montemor-o-Velho din Portugalia. O nouă performanță a venit din partea aceluiași echipaj la Campionatul Mondial desfășurat în Noua Zeelandă, unde a ocupat a treia treaptă a podiumului.
La prima regată de Cupă Mondială din 2011, desfășurată la München (Germania), echipajul de 8+1 (Maria Bursuc, Ionelia Neacșu, Grigoraș, Dorneanu, Andreea Boghian, Cogianu, Mironcic și Talida Gîdoiu) a obținut medalia de bronz. Anul competițional s-a încheiat cu medalia de aur obținută de echipajul de 8+1 la Campionatele Europene din Plovdiv (Bulgaria).
La a treia etapă a regatei de Cupă Mondială, desfășurată la München, echipajul de 8+1 a cucerit medalia de argint. Adelina Cojocariu a participat la Jocurile Olimpice de vară din 2012, unde a obținut locul 4 în finala categoriei de 8+1. La Europenele de la Varese (Italia), românca a obținut medalia de bronz la dublu vâsle, alături de Maria Diana Bursuc. În urma rezultatului, a fost recompensată cu Ordinul „Meritul Sportiv” — clasa a II-a.

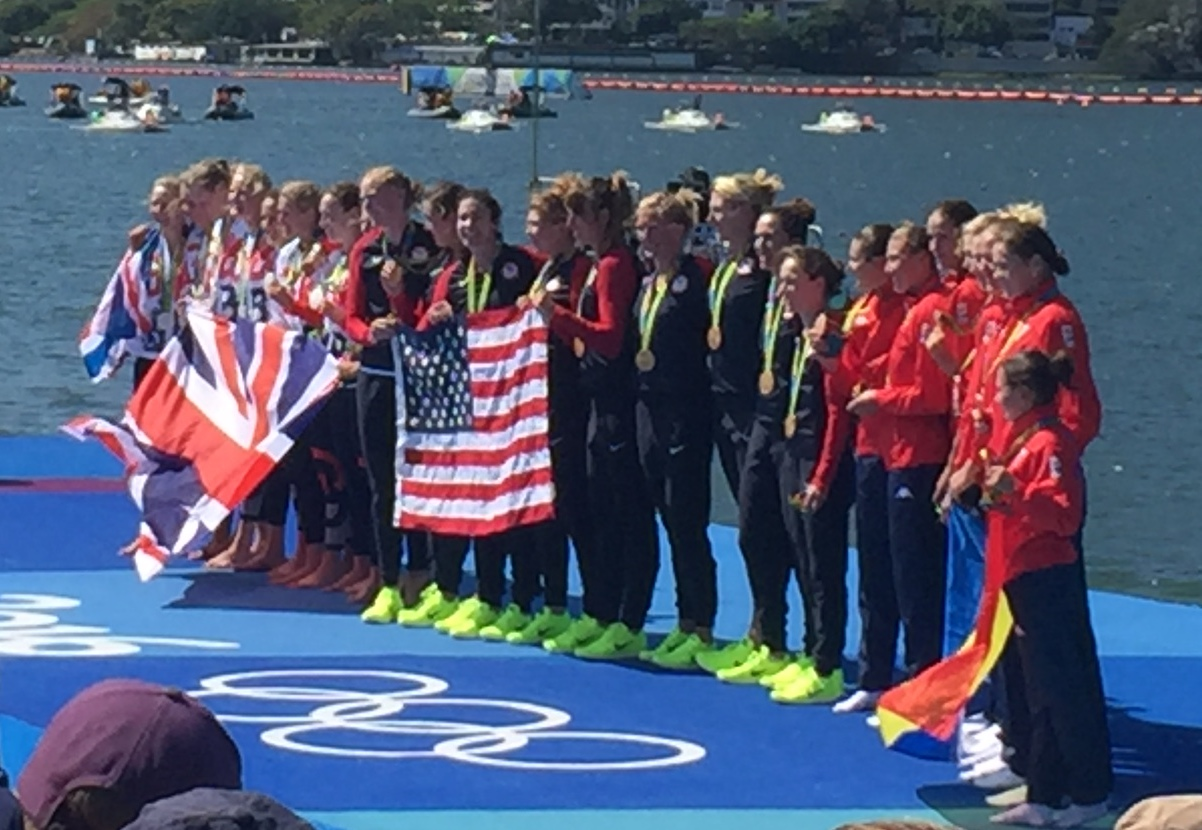
La Jocurile Olimpice de la Rio

Din 2013, Adelina Cojocariu a concurat doar la proba de 8+1. La Campionatele Europene din 2013 desfășurate la Sevilla (Spania), a obținut medalia de aur, în timp ce la regata de Cupă Mondială de la Lucerna a ocupat a doua treaptă a podiumului.
Același palmares s-a repetat și în 2014, când la Campionatele Europene desfășurate în Belgrad (Serbia), echipajul feminin de 8+1 a cucerit aurul, iar la regata de la Lucerna, aceeași echipaj a cucerit medalia de argint.
La Campionatele Europene din 2015 de la Poznań, echipajul de 8+1 s-a clasat pe locul trei.
În 2016, prin rezultatul din cadrul regatei preolimpice de la Lucerna, echipajul de 8+1 (Mihaela Petrilă, Ioana Strungaru, Mădălina Bereș, Andreea Boghian, Laura Oprea, Roxana Cogianu, Irina Dorneanu, Daniela Druncea și Adelina Cojocariu) a reușit să se califice de pe primul loc la Jocurile Olimpice de vară din 2016. Echipajul a obținut medalia de bronz, după ce în urmă cu patru ani canotajul românesc nu a cucerit nicio medalie.

### Palmares competițional
| An   | Competiție                         | Locație                      | Loc | Eveniment | Note      |
| ---- | ---------------------------------- | ---------------------------- | --- | --------- | --------- |
| 2004 | Campionatele Mondiale de Juniori   | Banyoles, Spania             | 1   | JW8+      | 06:30.760 |
| 2005 | Campionatele Mondiale de Juniori   | Brandenburg, Germania        | 3   | JW2x      | 07:33.690 |
| 2006 | Campionatele Mondiale de Juniori   | Amsterdam, Olanda            | 3   | JW2-      | 07:21.510 |
| 2007 | Campionatele Mondiale U23          | Glasgow, Marea Britanie      | 6   | BW4x      | 06:51.700 |
| 2007 | Campionatele Europene              | Poznań, Polonia              | 3   | W2-       | 07:34.600 |
| 2008 | Campionatele Mondiale U23          | Brandenburg, Germania        | 1   | BW2-      | 06:51.700 |
| 2008 | Campionatele Europene              | Atena, Grecia                | 3   | W4x       | 06:30.640 |
| 2009 | Cupa Mondială II                   | München, Germania            | 3   | W8+       | 06:29.650 |
| 2009 | Cupa Mondială III                  | Lucerna, Elveția             | 1   | W8+       | 06:10.760 |
| 2009 | Campionatele Mondiale U23          | Račice, Republica Cehă       | 1   | BW2-      | 07:16.740 |
| 2009 | Campionatele Mondiale              | Poznań, Polonia              | 2   | W8+       | 06:06.940 |
| 2009 | Campionatele Europene              | Brest, Belarus               | 1   | W8+       | 06:21.520 |
| 2010 | Cupa Mondială II                   | München, Germania            | 2   | W2-       | 07:21.510 |
| 2010 | Cupa Mondială II                   | München, Germania            | 1   | W8+       | 06:21.890 |
| 2010 | Campionatele Mondiale U23          | Brest, Belarus               | 2   | BW2-      | 07:14.380 |
| 2010 | Campionatele Europene              | Montemor-o-Velho, Portugalia | 1   | W8+       | 06:36.450 |
| 2010 | Campionatele Mondiale              | Karapiro, Noua Zeelandă      | 3   | W8+       | 06:18.960 |
| 2011 | Cupa Mondială I                    | München, Germania            | 3   | W8+       | 06:11.460 |
| 2011 | Cupa Mondială III                  | Lucerna, Elveția             | 5   | W8+       | 06:37.570 |
| 2011 | Campionatele Mondiale              | Bled, Slovenia               | 4   | W8+       | 06:06.740 |
| 2011 | Campionatele Europene              | Plovdiv, Bulgaria            | 1   | W8+       | 06:14.980 |
| 2012 | Cupa Mondială I                    | Belgrad, Serbia              | 6   | W2-       | 07:17.720 |
| 2012 | Cupa Mondială III                  | München, Germania            | 2   | W8+       | 06:20.720 |
| 2012 | Jocurile Olimpice de vară din 2012 | Londra, Marea Britanie       | 4   | W8+       | 06:17.640 |
| 2012 | Campionatele Europene              | Varese, Italia               | 3   | W2x       | 07:03.670 |
| 2013 | Campionatele Europene              | Sevilla, Spania              | 1   | W8+       | 06:41.830 |
| 2013 | Cupa Mondială III                  | Lucerna, Elveția             | 2   | W8+       | 06:00.420 |
| 2014 | Campionatele Europene              | Belgrad, Serbia              | 1   | W8+       | 06:16.640 |
| 2014 | Cupa Mondială                      | Lucerna, Elveția             | 2   | W8+       | 06:14.500 |
| 2014 | Campionatele Mondiale              | Amsterdam, Olanda            | 4   | W8+       | 06:02.840 |
| 2015 | Campionatele Europene              | Poznań, Polonia              | 3   | W8+       | 06:12.990 |
| 2015 | Cupa Mondială                      | Lucerna, Elveția             | 4   | W8+       | 06:11.740 |
| 2016 | Campionatele Europene              | Brandenburg, Germania        | 4   | W8+       | 06:58.260 |
| 2016 | Regata preolimpică                 | Lucerna, Elveția             | 1   | W8+       | 06:02.560 |
| 2016 | Jocurile Olimpice de vară din 2016 | Rio de Janeiro, Brazilia     | 3   | W8+       | 06:04.100 |